# Three Hummock Island
Three Hummock Island (deutsch „Drei-Hügel-Insel“) ist eine etwa  70 km² große Insel im südwestlichen Teil der Bass-Straße zwischen dem Festland von Australien und der Insel Tasmanien. Sie liegt nordöstlich von Hunter Island nahe der Nordwestküste von Tasmanien und ist am höchsten Punkt 237 m hoch. 
Bereits lange bevor die Europäer die Insel entdeckten, jagten die Aborigines im Sommer auf der Insel. Sie mussten dazu die 5 km offene See von Hunter Island schwimmend überwinden.
Für die Europäer wurde die  Insel 1798 von Matthew Flinders und seinem Schiffsarzt George Bass entdeckt. Flinders gab der Insel ihren Namen. 
Im Jahre 1978 wurde ein großer Teil der Insel zum Naturschutzgebiet. Sie kann vom tasmanischen Festland aus in ca. 35 min Flugzeit mit Kleinflugzeugen erreicht werden.